# Johann Jakob Froberger
Johann Jakob Froberger /joˈhan ˈjakɔp ˈfʀoːbɛɐ̯ɡeɐ̯/ (Stoccarda, 19 maggio 1616 – Héricourt, 7 maggio 1667) è stato un compositore, clavicembalista e organista tedesco.

## Biografia
Nacque nel 1616 a Stoccarda in una famiglia di musicisti originaria di Halle. Il padre Basilius (1575-1637) era maestro di cappella presso la corte di Baden-Württemberg e probabilmente fu il suo primo maestro. Di fondamentale importanza fu il viaggio a Roma, dove Froberger divenne allievo del più grande organista dell'epoca, Girolamo Frescobaldi, organista della Basilica di San Pietro. L'insegnamento di Frescobaldi durò quattro anni, dal 1637 al 1641 e Froberger, di religione protestante, dovette obbligatoriamente convertirsi alla religione cattolica per poterlo seguire. Successivamente, si trasferì a Vienna e tornò in Italia nel 1645, dove studiò con l'erudito gesuita tedesco Athanasius Kircher e probabilmente con Giacomo Carissimi.
Dopo aver girato l'Italia, dal 1649 in poi girò a lungo l'Europa, imponendosi come il maggiore clavicembalista del tempo. Fu attivo nei Paesi Bassi, a Bruxelles, a Londra, a Parigi. Godette della protezione e dell'amicizia di Ferdinando III d'Asburgo, alla cui morte (1657) Froberger compose la Lamentation faite sur la mort très douloureuse de Sa Majesté Impériale, Ferdinand le troisième, An. 1657 (Lamento sopra la dolorosa perdita di Sua Maestà Ferdinando III). L'anno prima aveva composto il Lamento sopra la dolorosa perdita della Real Maesta di Ferdinando IV (Partita, FbWV 612, 1656) in memoria del figlio di Ferdinando III.
Nel 1658 lasciò Vienna e si trasferì presso la corte di Württemberg, dove lavorava suo padre; protetto dalla principessa Sybille, amica d'infanzia ed ex allieva del padre, si stabilì nel castello di Héricourt (ora in territorio francese), dove morì nel 1667.

## Opere
Froberger fu uno dei maggiori compositori del suo tempo. La parte sopravvissuta della sua opera, dedicata essenzialmente agli strumenti a tastiera (clavicembalo, organo, clavicordo), fu pubblicata postuma nel 1693 a Magonza e comprende un centinaio di composizioni. Il suo stile, influenzato dai suoi viaggi e soprattutto dal suo maestro Frescobaldi, è caratterizzato da gusto melodico, fantasia e abilità strumentale. Le sue composizioni sono in larga misura basate su forme italiane e sulla forma musicale della suite organizzata in una sequenza fissa di danze (allemanda, corrente, sarabanda, giga), di cui Froberger è considerato il codificatore e di cui sono rimaste una trentina di composizioni. Non di rado, le sue composizioni recano titoli 'a programma', che descrivono eventi e stati d'animo. La sua produzione annovera una trentina di suite, 25 toccate,  14 ricercari, 18 capricci, 6 partite, più una quantità di composizioni minori.
Notevole fu la sua influenza nella formazione della scuola organistica tedesca, grazie soprattutto alla diffusione a livello europeo dello stile frescobaldiano. La sua opera fu diffusa a partire dai manoscritti e influenzò Johann Pachelbel, Dietrich Buxtehude, Louis Couperin, sino a Johann Sebastian Bach.
Le fonti manoscritte sono essenzialmente tre, conservate presso la Biblioteca Nazionale di Vienna: 
- Libro secondo di toccate, fantasie, canzone, allemande, courante, sarabande, gigue et altre partite (1649)
  - 4 capitoli, 24 brani: 6 toccate, 6 fantasie, 6 canzoni, 6 suite;
- Libro quarto di toccate, ricercari, capricci, allemande, gigue, courante, sarabande (1656)
  - 4 capitoli, 24 brani: 6 toccate, 6 ricercari, 6 capricci, 6 suite;
- Libro di capricci e ricercate (circa 1658)
  - 6 capricci e 6 ricercari);

## Principali interpreti
- Gustav Leonhardt
- Bob van Asperen
- Richard Egarr
- Christophe Rousset